# Michaelis-Quartier
Das Michaelis-Quartier in Hamburg ist ein in den 1990er Jahren vom Münchner Architekten Otto Steidle entworfenes Gebäudeensemble.

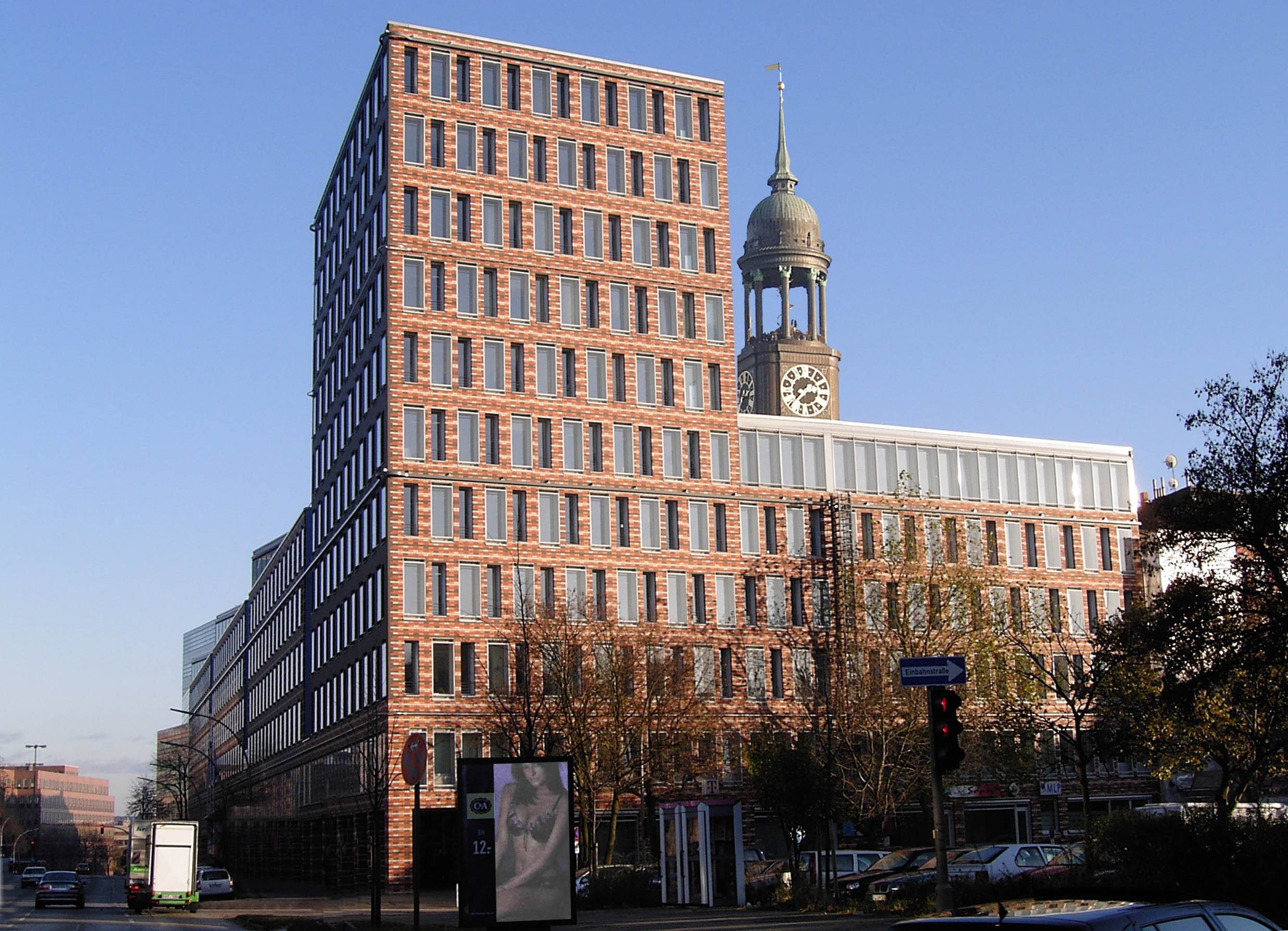
Michaelis-Quartier, Hamburg

## Beschreibung
Es liegt in der Hamburger Neustadt unweit des „Hamburger Michels“ und besteht aus einem  mehrgeschossigen Gebäudekomplex mit bunter Klinkerfassade im Gewerbeblock sowie gelben Putzbauten in den ca. 150 Einheiten umfassenden Wohnblöcken.

## Architektur
Für den Städtebau und die Architektur zeichnete Steidle + Partner verantwortlich gemeinsam mit dem Berliner Farbkünstler Erich Wiesner.